# يوهانا إرنست
يوهانا إرنست (بالألمانية: Johanna Ernst)‏ هي متسلقة صخور ‏ نمساوية، ولدت في 16 نوفمبر 1992 في ميترسيل في النمسا.

## وصلات خارجية
- يوهانا إرنست على موقع الاتحاد الدولي لرياضة التسلق (الإنجليزية)